# Venere Bianca
Venere Bianca (Fucecchio, Toscana; 20 de mayo de 1959) es una actriz pornográfica y modelo erótica italiana.

## Biografía
Natural de Fucecchio, localidad de la Toscana italiana, nació como Manuela Falorni en mayo de 1959. Comenzó su carrera en 1979, ingresando al certamen de Miss Italia en el que fue premiada como "Miss Toscana". Luego, comenzó una exitosa carrera como modelo de moda y glamour. En 1993 comenzó a trabajar como presentadora del programa de televisión TopClub, al año siguiente se unió a la agencia Diva Futura, debutando posteriormente como actriz pornográfica. En 2001 fue nominada en el Hot d'or como Mejor actriz por Doom Fighter, una parodia pornográfica del personaje Lara Croft.
En 2005 publicó su primera novela, Di là dal fosso, y en 2010 publicó su autobiografía, E se andassi in paradiso; el mismo año en que anunció su retiro. Se retiró de la industria en 2004, con 18 películas registradas por IAFD como actriz.
En 2012, Falorni protagonizó el video musical de la canción Odio i vivi del compositor de rock Edda.
Falorni fue protagonista de columnas de chismes, principalmente por su tumultuoso matrimonio con el ex campeón europeo de boxeo de peso wélter Nino La Rocca, y por la batalla legal por la custodia de su hijo, Antonio.
En 2004 Falorni se casó con el compositor Franco Ciani, conocido por un matrimonio anterior con la cantante Anna Oxa. Falleció en enero de 2020.